# Аналіз придатності
Аналіз придатності (Suitability analysis) — це набір процедур для визначення придатності системи певним вимогам, тобто її відповідності визначеному набору критеріїв. Зазвичай, коли говорять про аналіз придатності, йдеться про геоінформаційні системи.

## Геоінформаційні системи
Геоінформаційна система — це програмно-апаратний комплекс, що вирішує сукупність задач зі збереження, відображення, оновлення та аналізу просторової та атрибутивної інформації за об'єктами території. Базова задача будь-якої геоінформаційної системи — це актуалізація просторових даних. ГІС включають в себе можливості систем управління базами даних, редакторів растрової та векторної графіки та аналітичних засобів. ГІС може дати відповіді на ряд питань, зокрема:
- Що знаходиться в…?
- Де знаходиться…?
- Що змінилось в… з певного періоду?

ГІС також допомагає визначити, чи підходить певний просторовий об'єкт чи територія для визначених цілей. Для цього використовується метод аналізу придатності.

## Суть методу аналізу придатності
Основна передумова ГІС-аналізу придатності є те, що кожен аспект ландшафту має характеристики, які підходять або не підходять для заходів, які плануються на території. Придатність визначається шляхом систематичного багатофакторного аналізу різних аспектів місцевості. Вхідні фактори у моделі — це ряд фізичних, культурних чи економічних характеристик. Результати відображаються на карті, яка використовується для виділення областей від високої до низької придатності.
Один зі способів побудови моделі — за допомогою матриці якостей. Матрицю можна використовувати у задачах аналізу модельованої характеристики — вибір значення в заданій точці, побудова профілю, визначення об'єму для заданого об'єкта чи області, статистика поверхні, побудова зон відповідності набору умов. Матриця якостей дозволяє виконувати аналіз модельованої характеристики шляхом пошуку областей, у яких значення характеристики задовольняють набір заданих умов.
Модель ГІС придатності зазвичай відповідає на питання: «Де найкраще місце?» — чи то мова йде про пошук найкращого місця для нових доріг або трубопроводів, нового житлового будівництва, або роздрібного магазину. Наприклад, девелопер, що планує будівництво нового роздрібного магазину, може взяти до уваги відстань до основних магістралей та магазинів конкурентів, а потім об'єднати результати із землекористуванням, щільністю населення і даними щодо споживчих витрат — і на основі цього ухвалити рішення про найкраще місце для магазину.

## Сфери застосування аналізу придатності в ГІС
Аналіз є дуже допоміжним у таких сферах:
- картографія
- геологія
- метеорологія
- землеулаштування
- екологія
- муніципальне управління
- транспорт
- економіка
- оборона
- та інші сфери.

## Обмеження аналізу придатності
- Не дає остаточного рішення користувачам щодо того, як використовувати земельну ділянку
- Не дає остаточного рішення про те, на яких територіях зосереджувати діяльність